# Аванг Абдуллах
Ава́нг Абдулла́х (малайск. Awang Abdullah; род. 10 июня 1953, Тумпат, Келантан) — малайзийский педагог и литератор китайского происхождения, пишущий на малайском языке. Китайское имя Пуи Тионг Ги (пиньинь Pui Tiong Gee).

## Краткая биография
Окончил Университет Малайя (1983). До ухода на пенсию в 2011 году работал учителем в средних школах г. Дунгун (штат Тренггану). Первое стихотворение опубликовал в 1976 году в журнале «Сарина». Пишет в различных жанрах: поэзия, проза, биографии. В 2013 году издал книгу «Творческий процесс написания стихов и их оценка», основанную на своём писательском опыте. Всего опубликовано более 25 книг.

## Основные поэтические сборники
- (ред.) Burung musim. Antologi puisi 21 penyair Universiti Malaya (Перелётная птица. Антология стихов 21 поэта Университета Малайя). Diselenggarakan oleh Awang Abdullah [d.i. Pui Tiong Gee]. Persatuan Mahasiswa Univ. Malaya, 1983.
- Bunga pulau. Antologi sajak (Цветок острова. Поэтическая антология). Kuala Lumpur: PESISIR, 1985.
- Bila embun menitis (Когда падёт роса). Kuala Lumpur: Mastika, 1988.
- Lagu Сicih Nono: antologi puisi (Песни Чичих Ноно, Антология стихов). Kuala Terengganu: Persatuan Sasterawan Terengganu (PELITA), 1989.
- Telegram. Sajak-sajak (Телеграмма. Стихи). Dewan Bahasa dan Pustaka, 1991.
- Kita akan Dewasa (Мы повзрослеем). Bahasa dan Pustaka, 1997 (переиздание 2008).
- Batu penyu (Черепаший камень). Kuala Lumpur: Utusan Publications & Distributors Sdn. Bhd., 2000.
- BOMOH (Шаман). Kuala Terengganu: Terengganu Persatuan Sasterawan Terengganu (PELITA), 2002.
- Dikir pelaut (Зикр моряка). Kuala Lumpur: Dewan Bahasa dan Pustaka, 2004.
- Jame dulu loni : antologi puisi alternatif (APA). Kuala Terengganu: Persatuan Sasterawan Terengganu (PELITA), 2004.
- Tidurlah anak: gurindam, nazam mendodoi nasihat seloka (Засыпай, сынок: гуриндамы, колыбельные, советы, селоки). Petaling Jaya: Impiana Publications & Distributors, 2013.
- Tembang purbakala: sejalur syair sejarah negara (Старая поэзия: шаир об истории страны). Petaling Jaya: Impiana Publications & Distributors, 2013.
- Kapsul Nurani (Капсула совести), Metromedia Solutions, 2014 (коллект. сборник)

## Повести
- Anak Kampung (Деревенский мальчишка). Dewan Bahasa dan Pustaka, 1988.
- Kunang-kunang di Pelabuhan (Светлячки в гавани). Kuala Lumpur : Dewan Bahasa dan Pustaka, 1991.
- Mastura. (Мастура). Kuala Lumpur: Pustaka Antara, 1990.
- Memori Bukit Besi (Воспоминания о Железной горе. Kuala Lumpur: Dewan Bahasa dan Pustaka, 1993.
- Memori Atikah (Воспоминания об Атике). Kuala Lumpur: Dewan Bahasa dan Pustaka, 2002.
- Susakurasan (Сусакурасан). Kuala Lumpur: Aras Mega (M), 1991 (переизд. Dewan Bahasa dan Pustaka, 2007).
- Lagu Hari Depan (Песни будущего). Kuala Lumpur: Pustaka Antara, 1991.
- Rahsia Lubuk menangis. Kuala Lumpur: Dewan Bahasa dan Pustaka, 1993 (переизд. 2008).

## Биографии
- Pendekar Sabri (Мастер боевых единоборств Сабри). Kuala Lumpur: Dewan Bahasa dan Pustaka, 1995.
- J.M. Aziz : penyair berjiwa besar (Дж. М. Азиз: поэт большой души). Kuala Lumpur: Dewan Bahasa & Pustaka, 1999.
- Biografi sasterawan negara A. Samad Said (Биография Национального писателя А. Самада Саида). Kuala Lumpur: Dewan Bahasa dan Pustaka, 2001.
- Dato Siva: pejuang kaum pekerja (Дато Сива: борец за дело рабочих). Petaling Jaya: Penerbitan Jaya Bakti, 2002.

## Переводы на русский язык
- Аванг Абдуллах. Сказала мать (Kata Emak)[3][4].

## Награды
- Литературная премия Малайзии (1986/87 и 1988/89)
- Национальная премия за лучшее стихотворение Эссо-Гапена (1987, 1994)
- Премия за лучшую повесть штата Тренггану (1988)
- Литературная премия Утусан Мелаю — Паблик Бэнк (1992, 1994, 1999)
- Национальная премия за лучшее стихотворение Шападу-Гапена (1992)
- Премия за лучшее стихотворение Национальной инвестиционной корпорации PNB (1999).